# نعمة رياض
نعمة رياض (مواليد 1989-) مقدمة برامج ومذيعة تلفزيونية عراقية لقناة دجلة التلفزيونية ، وهي الشقيقة الصغري للفنانة رحمة رياض ، وقد قدمت برامج تلفزيونية صباحية واجتماعية وفنية.

## حياتها المبكرة
ولدت نعمة عبد الرضا مزهر نجم السباهي في العراق عام 1989، وكان والدها المغني رياض أحمد وأختها رحمة رياض أحمد، نجمة برنامج ستار أكاديمي،  قضت طفولتها بين عُمان والبحرين، وخلال تلك الفترة قدمت عددًا من برامج الأطفال.

## حياتها المهنية
قدمت نعمة رياض أحمد عددًا من البرامج التلفزيونية الصباحية والاجتماعية والفنية عبر قنوات متعددة. من بين هذه البرامج التلفزيونية برنامج "لم يعد سرًا"، وهو برنامج اجتماعي بُثّ على قناة دجلة الفضائية، وهدف إلى تسليط الضوء على الحالات المظلومة في المجتمع العراقي في مجالات الصحة والتعليم والقانون. كما قدمت بثًّا إذاعيًا بعنوان "شكو ماكو"، الذي بُثّ في أكثر من دولة عربية مثل الأردن والعراق عبر إذاعة "هوى دجلة". في عام 2019، انضمت نعمة إلى إذاعة صوت الخليج لتشارك في تقديم برنامجين إذاعيين صباحيين، هما "تغاريد" و"آمر تدلل".

## أعمالها
- لم يعد سرًا على دجلة
- هوى الفن على دجلة
- أغاني خالدة على قناة MTV العراق
- ميوزيكانا على الشرقية
- تغاريد على صوت الخليج
- آمر تدلل على صوت الخليج